# Nu Octantis
Nu Octantis (ν Octantis / ν Oct)  è la stella più brillante della costellazione dell'Ottante. Situata a 69 anni luce dalla Terra, la sua magnitudine apparente è +3,76. 

## Caratteristiche fisiche
Si tratta di una binaria spettroscopica composta da una gigante arancione e da una nana rossa di classe M1. La principale è di classe spettrale K1III ed è all'inizio della sua fase di stella gigante; da poco ha infatti terminato la combustione dell'idrogeno nel suo nucleo e sta aumentando il suo raggio, ora 6 volte quello solare, e la sua luminosità. 
La compagna è una nana rossa di 0,5 masse solari che orbita attorno alla principale a 2,55 UA di distanza e con un periodo orbitale di 2,9 anni.

## Sistema plaentario
Attorno alla gigante arancione è stata rilevata la presenza di un pianeta. Si tratta di un gigante gassoso con massa 2,5 volte quella di Giove e con un'orbita avente un semiasse maggiore di 1,2 UA. La sua peculiarità consiste nel fatto che, perché la sua orbita sia stabile, essa deve essere retrograda: si tratta di un fatto insolito nei sistemi stellari binari. Il pianeta è stato scoperto grazie all'osservazione della velocità radiale della stella, dalla cui analisi già uno studio del 2021 aveva escluso che il segnale rilevato potesse essere dovuto all'attività stellare. La conferma della presenza del pianeta è arrivata da uno studio del 2025.
| Pianeta | Tipo            | Massa  | Periodo orb. | Sem. maggiore | Eccentricità |
| ------- | --------------- | ------ | ------------ | ------------- | ------------ |
| b       | Gigante gassoso | 2,5 MJ | 418 giorni   | 1,2 UA        | 0,123        |